# خوسه س. پاس
خوسه س. پاس (به اسپانیایی: José C. Paz) شهری در کشور آرژانتین، استان بوئنوس آیرس است که در سال ۲۰۰۹ میلادی، حدود ۲۱۶٬۶۳۷ نفر جمعیت داشته است.